# Nervus splanchnicus imus
Der Nervus splanchnicus imus (lat. für unterster Eingeweidenerv) ist ein variabel auftretender sympathischer Nerv. Wenn er auftritt, hat er seinen Ursprung im Seitenhorn des zwölften Brustsegments des Rückenmarks, von wo aus er seine präganglionären (d. h. vor dem Ganglion liegenden) Fasern zum Plexus renalis und zum Ganglion aorticorenale entsendet.